# Streblus solomonensis
Streblus solomonensis är en mullbärsväxtart som beskrevs av Edred John Henry Corner. Streblus solomonensis ingår i släktet Streblus och familjen mullbärsväxter. Inga underarter finns listade i Catalogue of Life.